# Onthophagus variolicollis
Onthophagus variolicollis là một loài bọ cánh cứng trong họ Bọ hung (Scarabaeidae).